# Pliniovská erupce

1. erupční sloupec, 2. přívod magmatu, 3. sopečný spad, 4. vrstvy lávy a popela, 5. podložní nevulkanické vrstvy původních hornin, 6. magmatický krb.

Pliniovská erupce je extrémně explozivní typ sopečné erupce. V podstatě se jedná o nejničivější a energeticky nejmohutnější typ. Délka jejího trvání se pohybuje v řádu hodin nebo několika dnů. Je velmi bohatá na plyny a na značně viskózní intermediální či felsická magmata dacitového až ryolitového složení (čedičové je poměrně neobvyklé).

## Etymologie
Typ erupce nese jméno po Pliniu mladším. Ten byl svědkem slavné erupce Vesuvu roku 79, jež zničila římská města Pompeje a Herculaneum. Ve svém dopise pro Tacita připodobnil erupční sloupec ke středomořské borovici. Navíc chronologickým popisem jednotlivých fází erupce položil nejenom první základy vulkanologie, ale také pomohl současným vulkanologům pochopit průběh erupce a ověřit jejich stratigrafický průzkum sopečných uloženin kolem Vesuvu.

## Charakteristika
Prvním charakteristickým znakem pliniovských erupcí je vysoký erupční sloupec, skládající se z velmi horké směsi plynů, popela a pemzy. Jeho výška mnohdy překračuje 30 km, výjimečně může penetrovat stratopauzu, proniknout až do mezosféry a dosáhnout výšky 55 km. V těchto výškách se jeho stoupání zastavuje a nastává horizontální šíření v závislosti na rychlosti a směru větru, čímž nabývá tvaru připomínající deštník. Zemský povrch pod tímto větrem hnaným sopečným mrakem je zasypáván pyroklastiky (sopečným popelem, struskou a kusy pemzy). Tento jev se označuje jako sopečný spad, přičemž tloušťka naakumulované vrstvy se zvyšuje se zmenšující se vzdáleností ke zdroji erupce. Stabilitu sloupce udržuje jeho vlastní silné konvekční proudění a rychlost stoupání činí 150–600 m/s. Během hlavní fáze je vulkán schopný chrlit milion až 100 milionů tun materiálu za vteřinu. Jakmile dojde k oslabení konvekčního proudění ve sloupci, nastává jeho částečný nebo úplný gravitační kolaps. Materiál, který ho tvořil má totiž vyšší hustotu než okolní vzduch, takže se velkou rychlosti de facto „rozleje“ po svazích dolů v podobě extrémně nebezpečných pyroklastických proudů nebo pyroklastických přívalů, společně označované zkratkou PDC (Pyroclastic density current). Cyklus zformování sloupce a jeho zhroucení se může několikrát opakovat. Druhým charakteristickým znakem tohoto typu erupcí je velké množství vyvrženého materiálu. Nízkoenergetický druh, zvaný subplinovský, produkuje 0,1–1 km³ sopečného materiálu. Erupční sloupec obecně neproniká do stratosféry. Zároveň je vlivem slabé konvekce nestabilní a podstupuje opakované kolapsy a dochází tak k tvorbě nízkoobjemových PDC. Klasická pliniovská erupce zpravidla vyvrhne 1–10 km³. Oproti tomu ultrapliniovská erupce je schopná vyvrhnout více než 10 km³. Lze se rovněž setkat se speciálním termínem freatopliniovská erupce, pro kterou je typický velmi vysoký erupční sloupec. Například při erupci tichomořské sopky Hunga Tongy 15. ledna 2022 dosáhl erupční sloupec výšky 58 km. Třetí charakteristický znak pro pliniovské erupce je vznik kaldery. Při vyvržení více než několik km³ vulkanického materiálu dochází velmi často k propadu nadložních vrstev do částečně vyprázdněného magmatického krbu, což se na povrch projeví kolapsem a úplným zánikem původního sopečného tělesa a tudíž vzniku několik kilometrů široké kaldery. Obecně jsou pliniovské erupce oproti jiným typům erupcí poměrně vzácné. Mají značný potenciál ovlivnit globální klima.

## Příklady některých historických erupcí
- Před 11 200 až 12 900 lety: erupce Laacher See v dnešním Německu.
- Před 7 700 lety: vlivem erupce byl zničen stratovulkán Mazama. Na jeho místě zanechala 10 km širokou kalderu s Kráterovým jezerem.
- Před 3 600 lety: katastrofální Mínojská erupce na ostrově Théra v jižní části Egejského moře stála za zničením Mínojské civilizace na Krétě a posloužila jako inspiraci pro mýtus o Atlantidě.
- 79: slavný výbuch sopky Vesuv zničil přilehlá města Pompeje, Herculaneum aj.
- 180: na Novém Zélandu proběhla VEI 7 erupce supervulkánu Taupo.
- 946: Pektusan, jež dnes tvoří hranici mezi Severní Koreou a Čínou.
- 1257: Samalas (nyní Rinjani) na ostrově Lombok v Indonésii.
- 1707: Fudži v Japonsku.
- 1815: Tambora v Indonésii, zodpovědná za poslední erupci s indexem VEI 7.
- 1883: slavnou erupci indonéské sopky Krakatoa v Sundském průlivu doprovázelo až 46 metrů vysoké tsunami a mohutné pyroklastické proudy, které usmrtily 36 tisíc osob.
- 1886: Tarawera na Novém Zélandu.
- 1980: laterální erupce Mount St. Helens ve Washingtonu na západě USA.
- 1991: Pinatubo na Filipínách, zodpovědná za poslední erupci s indexem VEI 6.
- 2022: freato-pliniovská erupce podmořského vulkánu Hunga Tonga – Hunga Haʻapai v souostroví v Tongy.

## Galerie

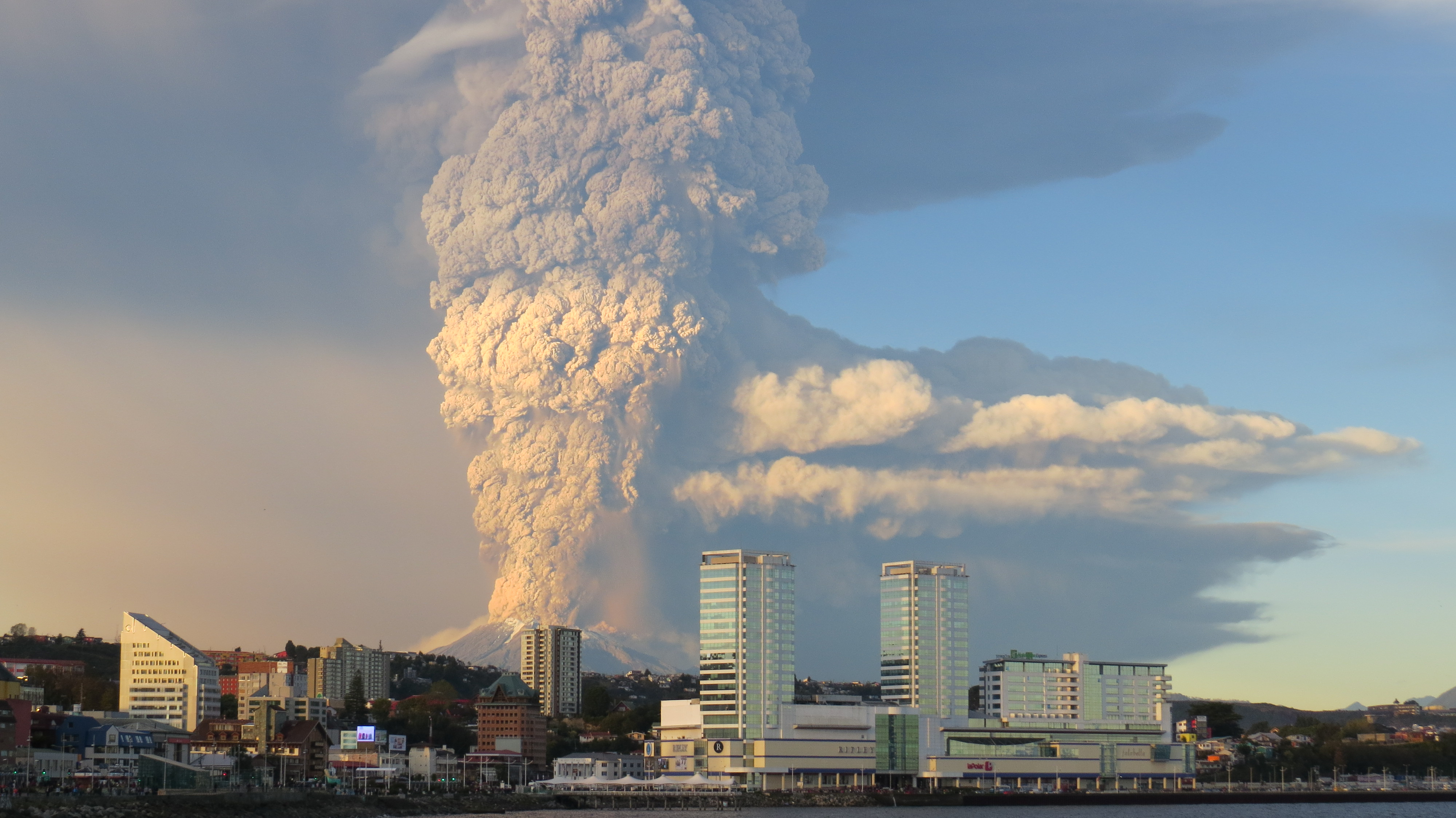
Subpliniovská erupce Calbuca (2015) (Video )
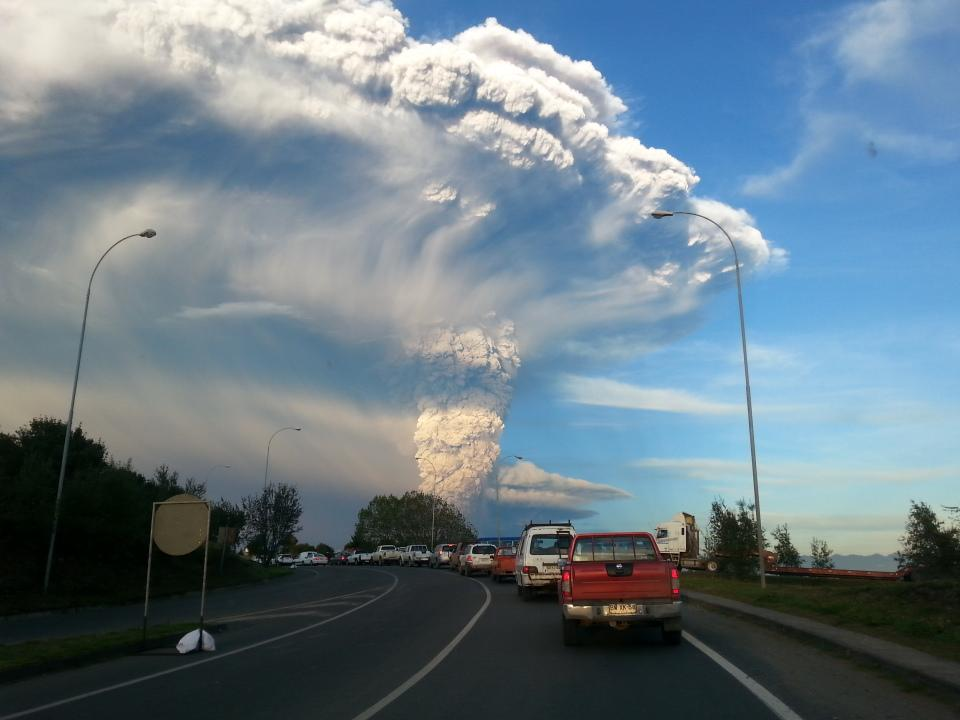
Erupce Calbuca
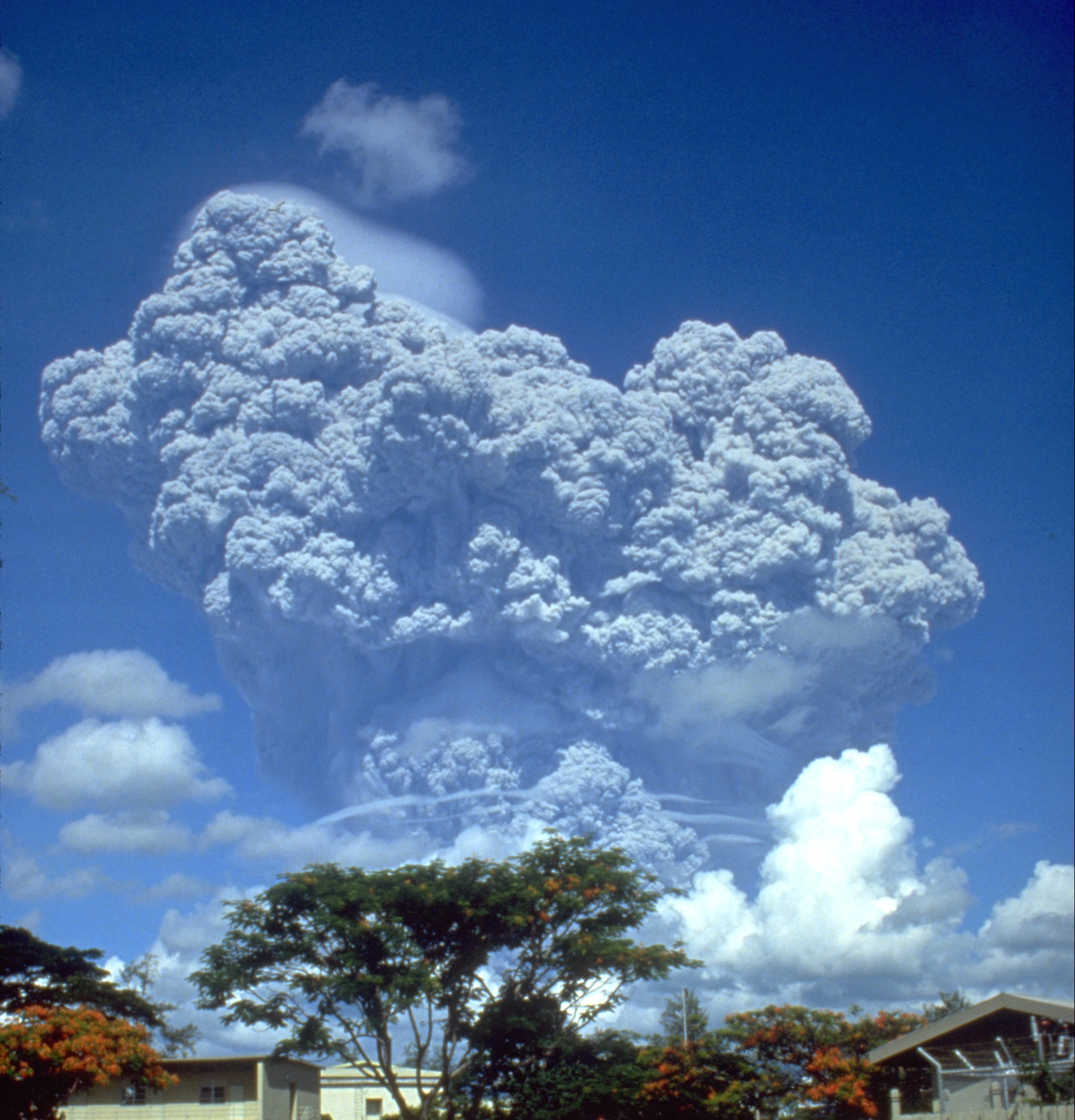
Erupční sloupec Pinatuba
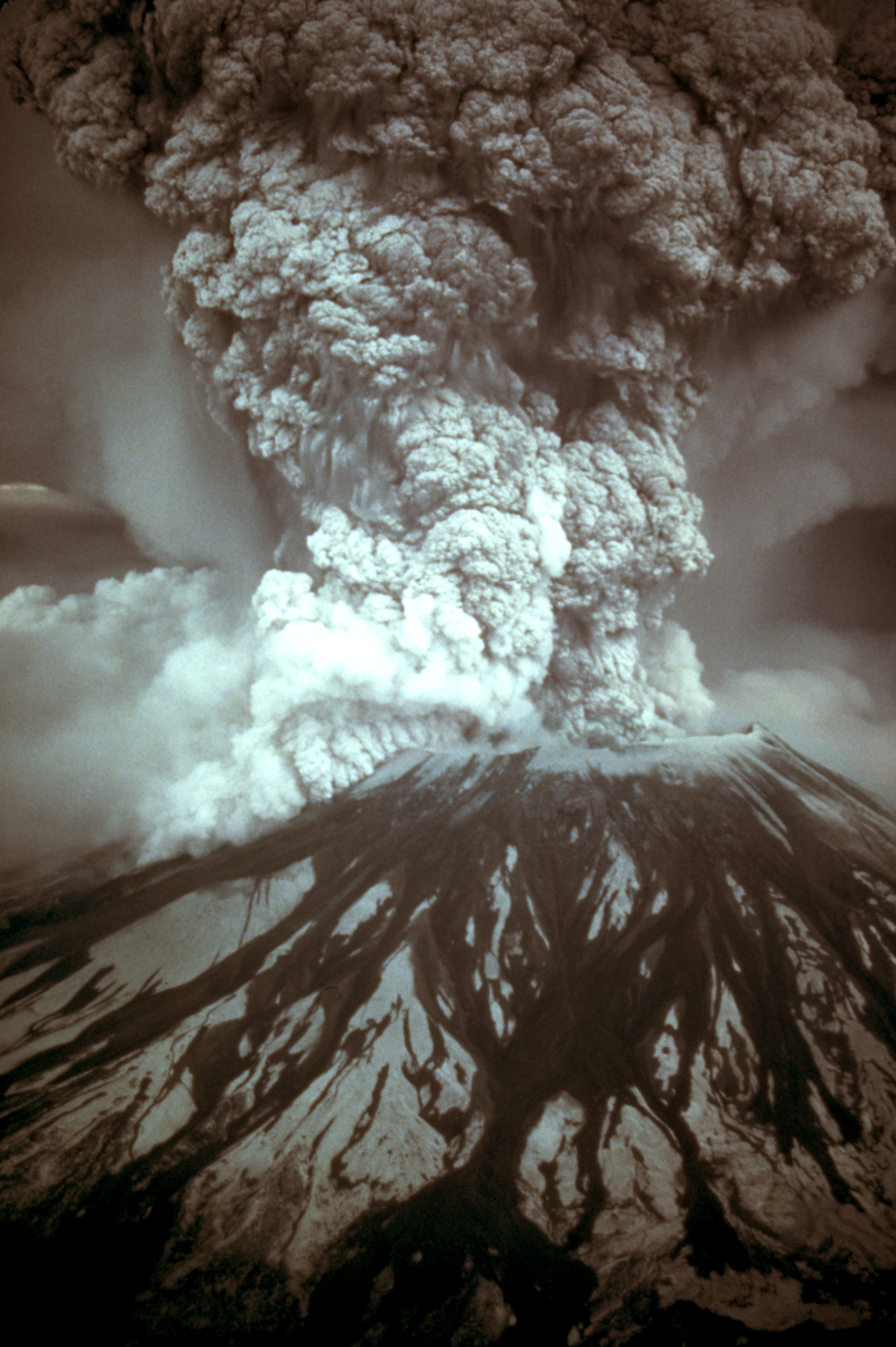
Erupční sloupec Mount St. Helens
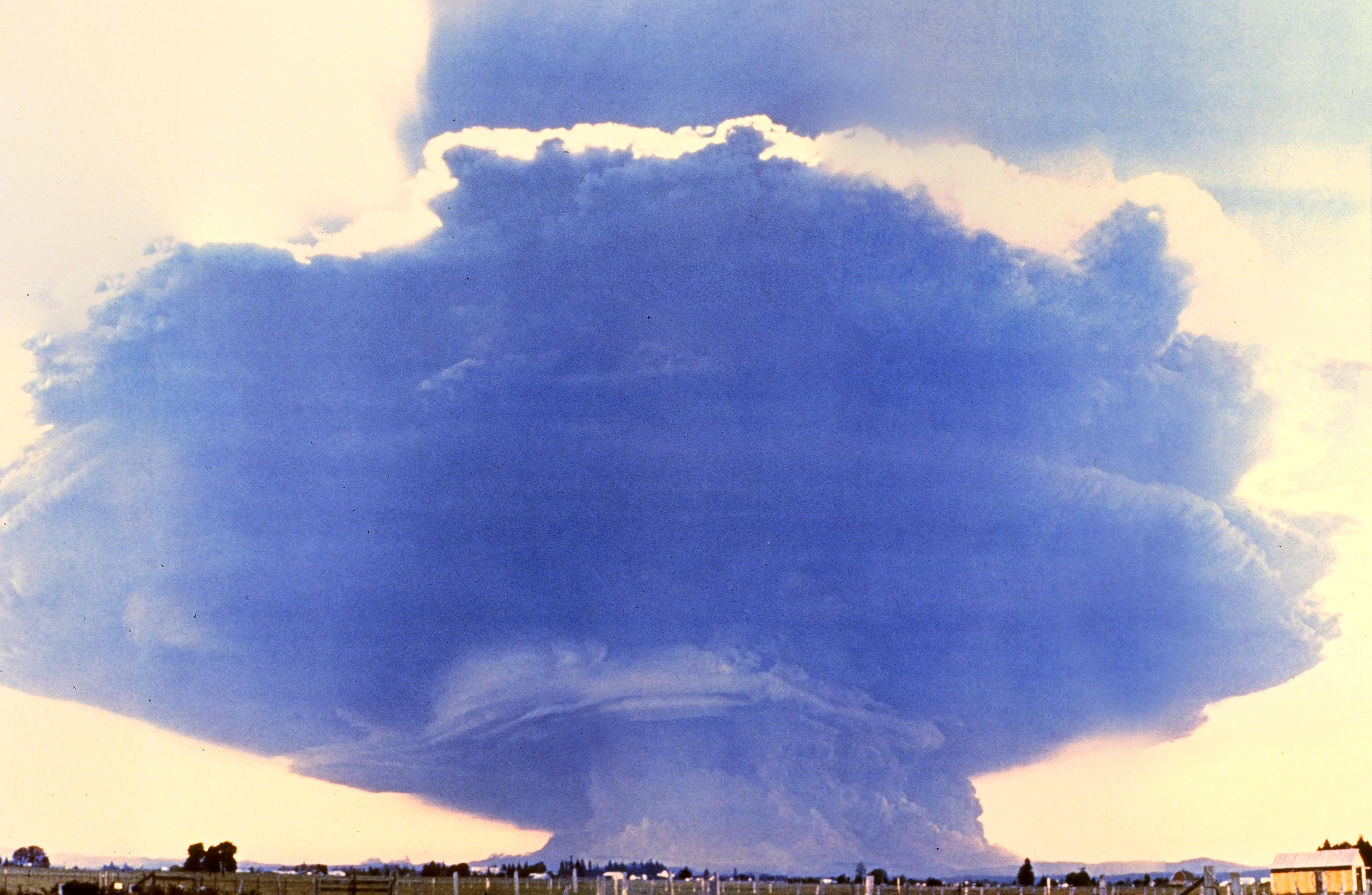
Erupční sloupec Mount St. Helens
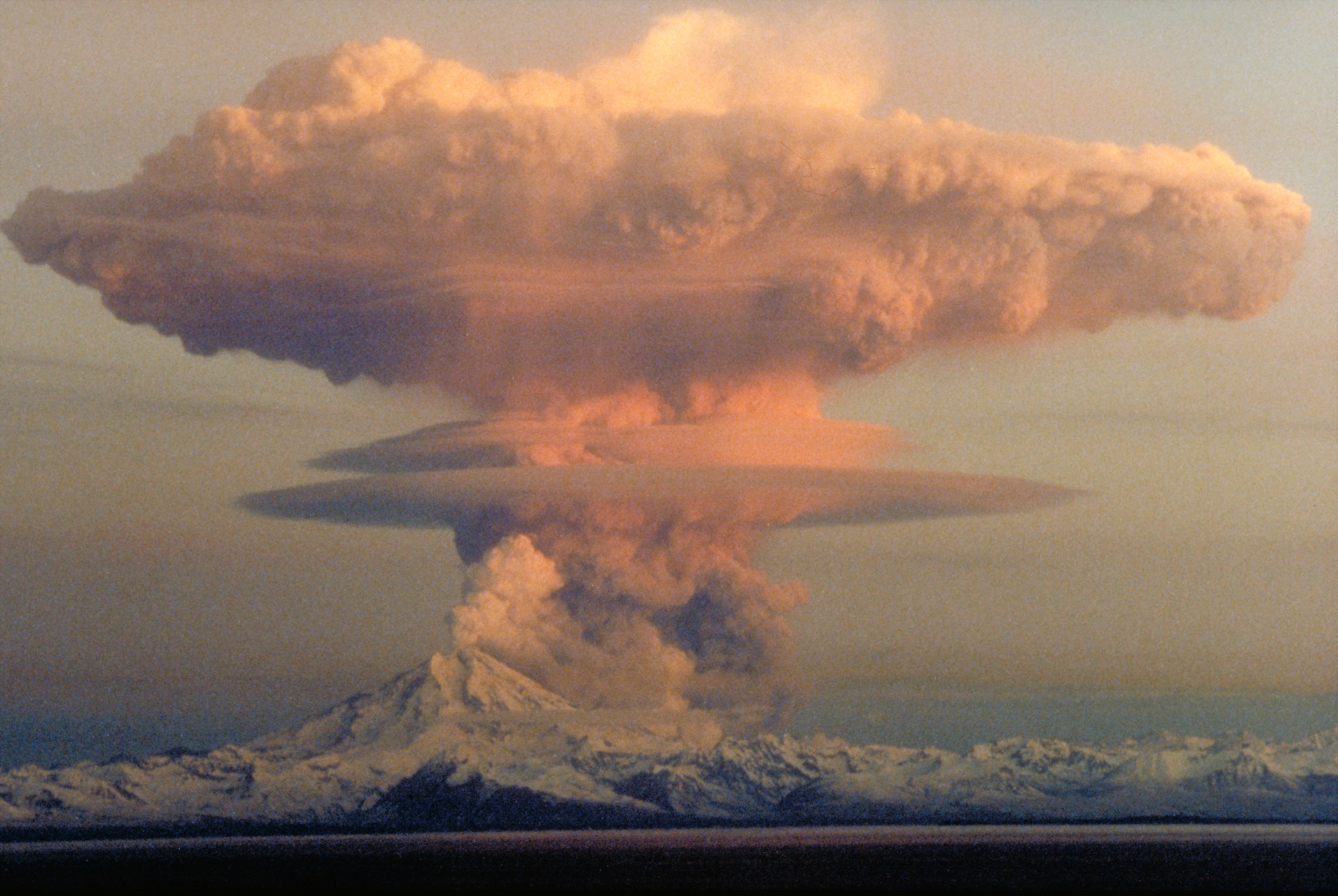
Erupce Mount Redoubt na Aljašce v roce 1990.
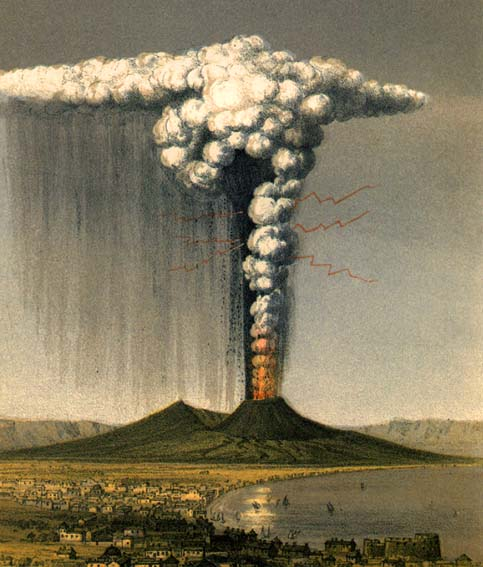
Erupce Vesuvu roku 1822. Kresba zachycuje sopečný spad i vulkanické blesky.